# Посольство Хорватії в Україні
Посольство Республіки Хорватія в Києві — офіційне дипломатичне представництво  Республіки Хорватія в Україні, відповідає за підтримання та розвиток відносин між Хорватією та Україною.

## Історія посольства
Дипломатичні відносини між Україною і Хорватією були встановлені 18 лютого 1992 року. Посольство Хорватії в Україні започаткувало свою діяльність у грудні 1992 року, а Посольство України в Загребі — у лютому 1995 року.

## Посли Хорватії в Україні
1. Онесін Цвітан (1992–1995)
2. Джуро Відмарович (1995–1999)
3. Мар'ян Комбол (1999–2002)
4. Маріо Миколич (2002–2006)
5. Желько Кірінчич (2006–2012)
6. Томіслав Відошевич (2012-2019)
7. Аніца Джамич (2019- )